# Crocallis dardoinaria
Crocallis dardoinaria är en fjärilsart som beskrevs av Donzel 1840. Crocallis dardoinaria ingår i släktet Crocallis och familjen mätare. Inga underarter finns listade i Catalogue of Life.